# Soncourt-sur-Marne
Soncourt-sur-Marne és un municipi francès situat al departament de l'Alt Marne i a la regió del Gran Est. L'any 2007 tenia 411 habitants.

## Demografia

### Població
El 2007 la població de fet de Soncourt-sur-Marne era de 411 persones. Hi havia 162 famílies de les quals 36 eren unipersonals (12 homes vivint sols i 24 dones vivint soles), 57 parelles sense fills, 65 parelles amb fills i 4 famílies monoparentals amb fills.
La població ha evolucionat segons el següent gràfic:
Habitants censats

### Habitatges
El 2007 hi havia 165 habitatges, 161 eren l'habitatge principal de la família, 3 eren segones residències i 1 estava desocupat. 159 eren cases i 6 eren apartaments. Dels 161 habitatges principals, 122 estaven ocupats pels seus propietaris, 34 estaven llogats i ocupats pels llogaters i 4 estaven cedits a títol gratuït; 3 tenien dues cambres, 17 en tenien tres, 41 en tenien quatre i 99 en tenien cinc o més. 127 habitatges disposaven pel capbaix d'una plaça de pàrquing. A 52 habitatges hi havia un automòbil i a 96 n'hi havia dos o més.

### Piràmide de població
La piràmide de població per edats i sexe el 2009 era:
| Homes | Edats   | Dones |
| ----- | ------- | ----- |
| 0     | 95 o +  | 0     |
| 0     | 90 a 94 | 4     |
| 0     | 85 a 89 | 0     |
| 0     | 80 a 84 | 0     |
| 8     | 75 a 79 | 4     |
| 20    | 70 a 74 | 8     |
| 0     | 65 a 69 | 20    |
| 12    | 60 a 64 | 12    |
| 4     | 55 a 59 | 0     |
| 8     | 50 a 54 | 20    |
| 4     | 45 a 49 | 4     |
| 8     | 40 a 44 | 8     |
| 20    | 35 a 39 | 16    |
| 24    | 30 a 34 | 24    |
| 4     | 25 a 29 | 16    |
| 4     | 20 a 24 | 0     |
| 0     | 15 a 19 | 24    |
| 4     | 10 a 14 | 16    |
| 4     | 5 a 9   | 8     |
| 8     | 0 a 4   | 28    |

## Economia
El 2007 la població en edat de treballar era de 255 persones, 205 eren actives i 50 eren inactives. De les 205 persones actives 193 estaven ocupades (98 homes i 95 dones) i 12 estaven aturades (7 homes i 5 dones). De les 50 persones inactives 20 estaven jubilades, 14 estaven estudiant i 16 estaven classificades com a «altres inactius».

### Ingressos
El 2009 a Soncourt-sur-Marne hi havia 162 unitats fiscals que integraven 427 persones, la mediana anual d'ingressos fiscals per persona era de 17.666 €.

### Activitats econòmiques
Dels 11 establiments que hi havia el 2007, 1 era d'una empresa alimentària, 1 d'una empresa de fabricació d'altres productes industrials, 2 d'empreses de construcció, 2 d'empreses de comerç i reparació d'automòbils, 1 d'una empresa de transport, 1 d'una empresa d'hostatgeria i restauració, 1 d'una empresa financera, 1 d'una empresa immobiliària i 1 d'una empresa classificada com a «altres activitats de serveis».
Dels 4 establiments de servei als particulars que hi havia el 2009, 2 eren paletes, 1 perruqueria i 1 restaurant.
Dels 3 establiments comercials que hi havia el 2009, 1 era una botiga de més de 120 m², 1 una botiga de menys de 120 m² i 1 una fleca.
L'any 2000 a Soncourt-sur-Marne hi havia 3 explotacions agrícoles.

## Poblacions més properes
El següent diagrama mostra les poblacions més properes.